# 小海町高原美術館
小海町高原美術館（日语：小海町高原美術館）是一座位於日本長野县南佐久郡小海町的鎮營博物館。

## 概要
該美術館於1997年7月29日開館。主樓由安藤忠雄設計，共為地下一層，地上一層之建築，館內使用較為迂迴動線的手法以處理展示空間的過渡，營造出對比的空間。地上三層設有室外展望台，館內能夠目睹秩父山地連峰的景觀。遊客也還可以享受鄰近松原湖溫泉的公共溫泉設施八方之湯。

### 收藏與展示
該美術館的藏品包括當地畫家栗林今朝男和陶瓷藝術家島岡達三、畫家谷本清光、其他鄉土畫家的作品、SP唱片等。並提供舉辦以本地藝術家、國內外當代藝術、攝影、建築、設計、動畫等為特色的特別展覽。新海誠也曾參加了特別展覽。

## 外部連結
- 官方網站 （页面存档备份，存于）